# Les Royaumes de feu
 (janvier 2025).
Les Royaumes de feu (titre original en anglais : Wings of Fire) est une saga de romans écrite par Tui T. Sutherland et publiée depuis 2012.
Les illustrations des romans sont les œuvres de Joy Ang. La version française est traduite par Vanessa Rubio-Barreau et éditée chez Gallimard Jeunesse .
La série raconte l'histoire d'un groupe de cinq dragonnets vivant dans un monde composé de 6 clans de dragons nommé Pyrrhia et qui proviennent tous de clans différents, réunis par une prophétie disant qu'ils pourront arrêter la guerre faisant rage à Pyrrhia depuis une vingtaine d'années .
Les huit premiers tomes de la saga ont déjà été adaptés en bande dessinée avec des dessins de Mike Holmes . 

## Tomes

### Série principale
Les tomes sont organisés en cycles : cycle 1 pour les tomes 1 à 5, cycle 2 pour les tomes de 6 à 10, cycle 3 pour les tomes de 11 à 15. Un cycle 4 a été annoncé par Tui T. Sutherland  lors d'une interview, avec un premier tome intitulé The Hybrid Prince, mais l'écriture ne débutera qu'après un autre hors-série.
1. La Prophétie (The Dragonet Prophecy, 2012) sorti en 2015 en français.
2. La Princesse disparue (The Lost Heir, 2013) sorti en 2015 en français.
3. Au cœur de la jungle (The Hidden Kingdom, 2013) sorti en 2015 en français.
4. L'Île au secret (The Dark Secret, 2013) sorti en 2016 en français.
5. La Nuit-la-plus-claire (The Brightest Night, 2014) sorti en 2016 en français.
6. La Montagne de jade (Moon Rising, 2014) sorti en 2017 en français.
7. Le Piège de glace (Winter Turning, 2015) sorti en 2017 en français.
8. La Mission de péril (Escaping Peril, 2015) sorti en 2018 en français.
9. Les Serres du pouvoir (Talons of Power, 2016) sorti en 2018 en français.
10. La Tempête de sable (Darkness of Dragons, 2017) sorti en 2019 en français.
11. Le Continent perdu (The Lost Continent, 2018) sorti en 2020 en français.
12. Les Rebelles de Pantala (The Hive Queen, 2018) sorti en 2020 en français.
13. Le Souffle du mal (The Poison Jungle, 2019) sorti en 2021 en français.
14. Le Trésor interdit (The Dangerous Gift, 2021) sorti en 2022 en français.
15. Les Flammes de l'espoir (The Flames of Hope, 2022) sorti en 2023 en français.
16. The Hybrid Prince (Le tome 16 est diponible uniquement en anglais) sortira en 2026 en VO.

### Hors-séries

#### Légendes
1. Spectral (Darkstalker, 2016) sorti en 2022 en français.
2. Tueurs de dragons (Dragonslayer, 2020) sorti en 2024 en français.

#### Winglets(pas encore sortis en France)
1. (Prisoners, 2015)
2. (Assassin, 2015)
3. (Deserter, 2016)
4. (Runaway, 2016)

### Bandes dessinées
Les cycles 1 et 2 existent également en bandes dessinées ; le 2e cycle n'est cependant pas encore complètement transcrit en bandes dessinées. 

### Autres ouvrages
1. Tout un monde de dragons à créer (Forge Your Dragon World, 2022) - livre d'activité interactif
2. Wings of fire, The Official Coloring Book (littéralement «Les royaumes de feu : Livre officiel de coloriage», non traduit en français) - livre de coloriage
3. Au coeur du monde des dragons (A Guide to the Dragon World, 2023) - guide encyclopédique de Pyrrhia